# Під чорним орлом (фільм, 1928)
Під чорним орлом (англ. Under the Black Eagle) — американська воєнна драма режисера В.С. Ван Дайка 1928 року.

## У ролях
- Ральф Форбс — Карл фон Зорн
- Марселін Дей — Маргарита
- Берт Роач — Ханс Шмідт
- Вільям Фербенкс — Ульріх Мюллер
- Марк МакДермотт — полковник Люден